# Jeff Whitty
Jeffrey Daniel Whitty (Coos Bay, 30 settembre 1971) è uno sceneggiatore, drammaturgo e attore statunitense, noto per aver scritto il musical Avenue Q e la sceneggiatura del film Copia originale.

## Biografia
Whitty si diploma all'Università dell'Oregon nel 1993 e si trasferisce a New York dove si laurea all'Università di New York nel 1997. Nel 2013 si trasferisce a Los Angeles.

## Filmografia

### Sceneggiatore
- Copia originale (Can You Ever Forgive Me?), regia di Marielle Heller (2018)

### Attore
- Lisa Picard Is Famous, regia di Griffin Dunne (2000)
- Garmento, regia di Michele Maher (2002)
- Shortbus - Dove tutto è permesso (Shortbus), regia di John Cameron Mitchell (2006)

## Teatro parziale

### Drammaturgo
- Avenue Q (2003)
- The Further Adventures of Hedda Gabler (2006)
- Tales of the City (2011)
- Bring It On: The Musical (2011)
- Head Over Heels (2015)

### Attore
- The Beard of Avon
- Freedomland

## Riconoscimenti
- 2019 – Premio Oscar[1]
  - Candidatura per la miglior sceneggiatura non originale per Copia originale
- 2004 – Tony Award
  - Miglior libretto di un musical per Avenue Q
- 2018 – Los Angeles Film Critics Association[2]
  - Miglior sceneggiatura per Copia originale
- 2019 – British Academy Film Awards[3][4]
  - Candidatura per la migliore sceneggiatura non originale per Copia originale
- 2019 – Critics' Choice Awards[5]
  - Candidatura per la miglior sceneggiatura non originale per Copia originale
- 2019 – Independent Spirit Awards[6][7]
  - Miglior sceneggiatura per Copia originale
- 2019 – Satellite Award[8][9]
  - Miglior sceneggiatura non originale per Copia originale
- 2019 – Writers Guild of America Award[10][11]
  - Miglior sceneggiatura non originale per Copia originale